# Oliver Wahlstrom
Oliver Joakim Wahlstrom, född 13 juni 2000, är en amerikansk-svensk professionell ishockeyforward som spelar för New York Islanders i National Hockey League (NHL). Han har tidigare spelat för Bridgeport Sound Tigers i American Hockey League (AHL); AIK Ishockey i Hockeyallsvenskan; Boston College Eagles i National Collegiate Athletic Association (NCAA) och Team USA i United States Hockey League (USHL).
Wahlstrom draftades av New York Islanders i första rundan i 2018 års draft som elfte spelare totalt.

## Statistik
| 2012–2013   | New England Jr. Falcons         |             | 72 | 67 | 52 | 119 | 36 | — | — | — | — | — |
| 2013–2014   | Middlesex Islanders             |             | 25 | 18 | 15 | 33  | —  | — | — | — | — | — |
|             | North Yarmouth Academy Panthers |             | 22 | 11 | 18 | 29  | —  | — | — | — | — | — |
| 2014–2015   | Shattuck St. Mary's Sabres      |             | 65 | 68 | 46 | 114 | 66 | — | — | — | — | — |
| 2015–2016   | Shattuck St. Mary's Sabres      |             | 43 | 26 | 26 | 52  | 42 | — | — | — | — | — |
| 2016–2017   | Team USA                        | USHL        | 29 | 9  | 4  | 13  | 14 | — | — | — | — | — |
|             | U.S. National U17 Team          |             | 43 | 14 | 11 | 25  | 20 | — | — | — | — | — |
|             | U.S. National U18 Team          |             | 20 | 10 | 5  | 15  | 28 | — | — | — | — | — |
| 2017–2018   | Team USA                        | USHL        | 26 | 22 | 23 | 45  | 22 | — | — | — | — | — |
|             | U.S. National U18 Team          |             | 62 | 48 | 46 | 94  | 42 | — | — | — | — | — |
| 2018–2019   | Boston College Eagles           | NCAA        | 36 | 8  | 11 | 19  | 28 | — | — | — | — | — |
|             | Bridgeport Sound Tigers         | AHL         | 5  | 2  | 1  | 3   | 9  | 5 | 2 | 2 | 4 | 4 |
| 2019–2020   | New York Islanders              | NHL         | 9  | 0  | 0  | 0   | 4  | — | — | — | — | — |
|             | Bridgeport Sound Tigers         | AHL         | 45 | 10 | 12 | 22  | 29 | — | — | — | — | — |
| 2020–2021   | New York Islanders              | NHL         | 44 | 12 | 9  | 21  | 21 | 5 | 1 | 2 | 3 | 8 |
|             | AIK Ishockey                    | HA          | 10 | 4  | 4  | 8   | 8  | — | — | — | — | — |
| NHL totalt  | NHL totalt                      | NHL totalt  | 53 | 12 | 9  | 21  | 25 | 5 | 1 | 2 | 3 | 8 |
| AHL totalt  | AHL totalt                      | AHL totalt  | 50 | 12 | 13 | 25  | 38 | 5 | 2 | 2 | 4 | 4 |
| USHL totalt | USHL totalt                     | USHL totalt | 55 | 31 | 27 | 58  | 36 | — | — | — | — | — |

### Internationellt
| Källa: Uppdaterad: 2021-02-12 | Källa: Uppdaterad: 2021-02-12 | Källa: Uppdaterad: 2021-02-12 |         | Utv = Utvisningsminuter | Utv = Utvisningsminuter | Utv = Utvisningsminuter | Utv = Utvisningsminuter | Utv = Utvisningsminuter |
| År                            | Lag                           | Mästerskap                    | Matcher | Mål                     | Assists                 | Poäng                   | Utv                     |                         |
| ----------------------------- | ----------------------------- | ----------------------------- | ------- | ----------------------- | ----------------------- | ----------------------- | ----------------------- | ----------------------- |
| 2017                          | USA                           | U18                           | 7       | 4                       | 1                       | 5                       | 16                      |                         |
| 2018                          | USA                           | U18                           | 7       | 7                       | 2                       | 9                       | 4                       |                         |
| 2019                          | USA                           | JVM                           | 7       | 2                       | 2                       | 4                       | 2                       |                         |
| 2020                          | USA                           | JVM                           | 5       | 1                       | 4                       | 5                       | 31                      |                         |
| Junior totalt                 | Junior totalt                 | Junior totalt                 | 26      | 14                      | 8                       | 22                      | 53                      |                         |